# Absolute Dance opus 17
Absolute Dance opus 17, kompilation i serien Absolute Dance udgivet i 1997.

## Spor
1. Backstreet Boys – "Everybody (Backstreet's Back)" (7" Version)
2. George Michael – "Star People '97" (Forthright Edit)
3. Ultra Nate – "Free" (Radio Edit)
4. Mephisto – "Mystery (Of Love)" (Radio Mix)
5. Mr. President – "JoJo Action" (Radio Edit)
6. Tiggy – "Daddy Boom"
7. E.T.A. – "Casual Sub (Burning Spear)" (Distant Drum Radio Edit)
8. Rosie Gaines – "Closer Than Close" (Mentor Orig Radio Edit)
9. Nana – "Lonely" (Radio Mix)
10. Monaco – "Sweet Lips"
11. Todd Terry – "Something Goin' On" (Tee's Radio Edit)
12. Bobby Summer – "Mariella" (Tropical Radio Edit)
13. Goon – "Panic" (Panic Edit)
14. Koolmatch – "Everyday Life" (Radio Edit)
15. Shola Ama – "You Might Need Somebody" (C&J Lovers Mix)
16. Sash! – "Ecuador" (Airplay Edit)
17. Republica – "Drop Dead Gorgeous" (Pop Fiction Mic)
18. Robin S – "It Must Be Love" (Radio Edit)
19. The Brand New Heavies – "You Are The Universe" (Curtis & Moore's Universal Summer Groove 7")
20. Paradisio – "Bailando" (Radio Version)